# 完颜铁哥
完颜铁哥（12世纪？—1215年？），金朝将领，女真族，完颜氏。
完颜铁哥体貌魁伟，性淳厚，粗通书。二十四岁，袭父职为速频路（治今俄罗斯乌苏里斯克，即双城子）曷懒合打猛安。授广威将军，历任临海军节度副使、底剌乣详稳。金章宗承安二年（1197年），丞相完顏襄行省于北京时为先锋万户。升任同知武胜军节度使事。泰和六年（1206年），充右副元帅完颜匡副统攻南宋，号平南荡江将军，攻光化军、襄阳，为前驱，屡战屡捷，围德安，还屯邓州。升任同知临潢府事，改西南路副招讨、宿州防御使。金宣宗贞祐二年（1214年），任都统，奉命入卫中都（今北京市）。升任东北路招讨使，兼德昌军节度使，驻泰州（今吉林洮南市境）。蒲鲜万奴将完颜铁哥所部骑兵二千及户口发牒调到咸平（今辽宁开原市北）。铁哥发现他有异志，不受调遣。后奉辽东宣抚使完颜承充之命赴上京（今黑龙江哈尔滨市阿城区），伐蒲与路（今黑龙江克东县）。还军，因之前不发军的罪名，被新任宣抚使蒲鲜万奴拘捕，下狱害死。谥勇毅。